# Voorschoterlaan (metrostation)
Voorschoterlaan is een ondergronds metrostation met twee zijperrons onder de Voorschoterlaan in de Rotterdamse wijk Kralingen. Het station werd geopend op 10 mei 1982, toen de tweede lijn van de Rotterdamse metro, de oost-westlijn, in gebruik werd genomen. Vanaf december 2009 halteren de metrolijnen A, B en C aan dit station.
De stationshal heeft twee uitgangen, één aan de Voorschoterlaan en één aan de Vredehofstraat. De voorgevel van de Kralingsche Sociëteit Eendracht maakt macht, van de Rotterdamse architect Jan Verheul, die voor de aanleg van de metro werd gesloopt, is in de stationshal in de muur ingemetseld: bogen van kleurrijk geglazuurd baksteen met in sierlijke jugendstil-letters de teksten Eendragt maakt magt en Anno 1903.
In 2003 werden de wanden van de hal en de perrons verrijkt met nieuwe kunstwerken, bestaande uit digitaal bewerkte foto's van het lommerrijke Kralingse straatbeeld. Van de kunst die daarvoor op het station aanwezig was, afbeeldingen van onder meer vogels, resten nog de gekleurde tegeltjes op de pilaren. De afbeeldingen waren gevat in opvallende ronde vitrines.
Station Voorschoterlaan is gelegen aan het centrale deel van de Calandlijn. De metro's rijden onder de Oudedijk en de 's-Gravenweg door naar station Kralingse Zoom, waar zij bovengronds komen. Met een lengte van 1,3 km is dit het langste ondergrondse stuk van de Calandlijn. Halverwege dit traject is dan ook een nooduitgang, herkenbaar aan een groen markeringslicht. Deze nooduitgang komt uit op de Burgemeester Oudlaan.
Ten westen van Voorschoterlaan loopt de tunnel onder een aantal huizenblokken door, hetgeen ongebruikelijk is in Rotterdam, naar station Gerdesiaweg.

## Tramhalte
| Lijn | Route |
| ---- | --- |
| 7    | Woudestein - Voorschoterlaan - Crooswijk - Noorderbrug - Weena - Rotterdam Centraal - Kruisplein - West-Kruiskade - Mathenesserplein - Mathenesserbrug - Marconiplein |

## Foto's

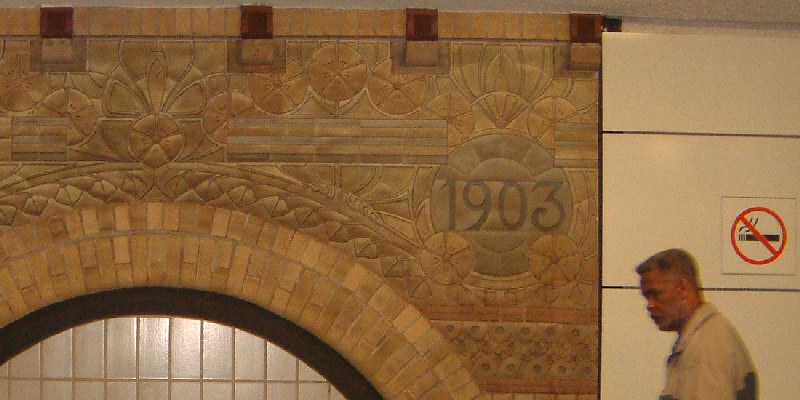
Een deel van voorgevel van de Kralingsche Sociëteit.
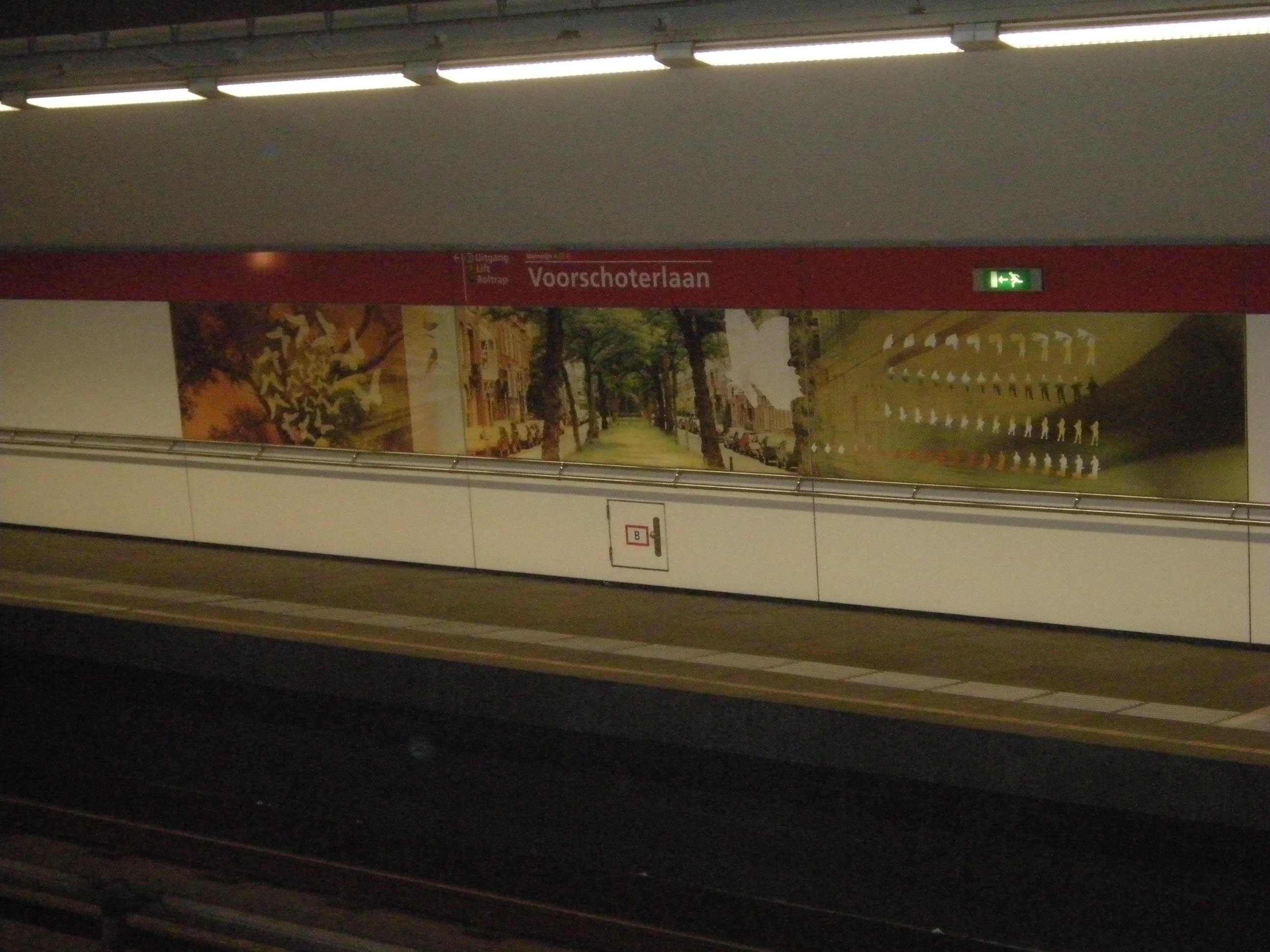
Bewerkte afbeeldingen van de Voorschoterlaan.
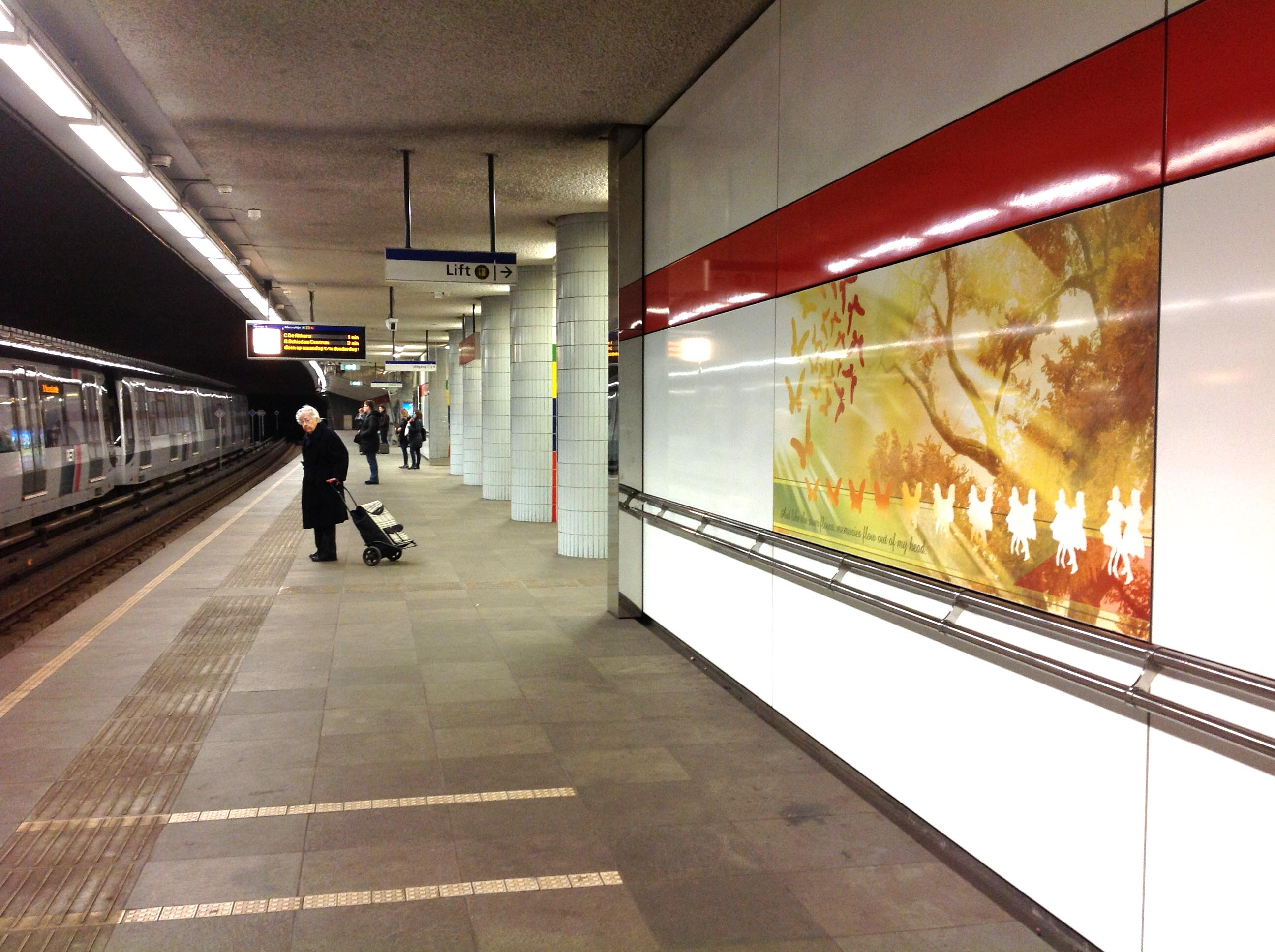
Een van de kunstwerken op het perron van het station.
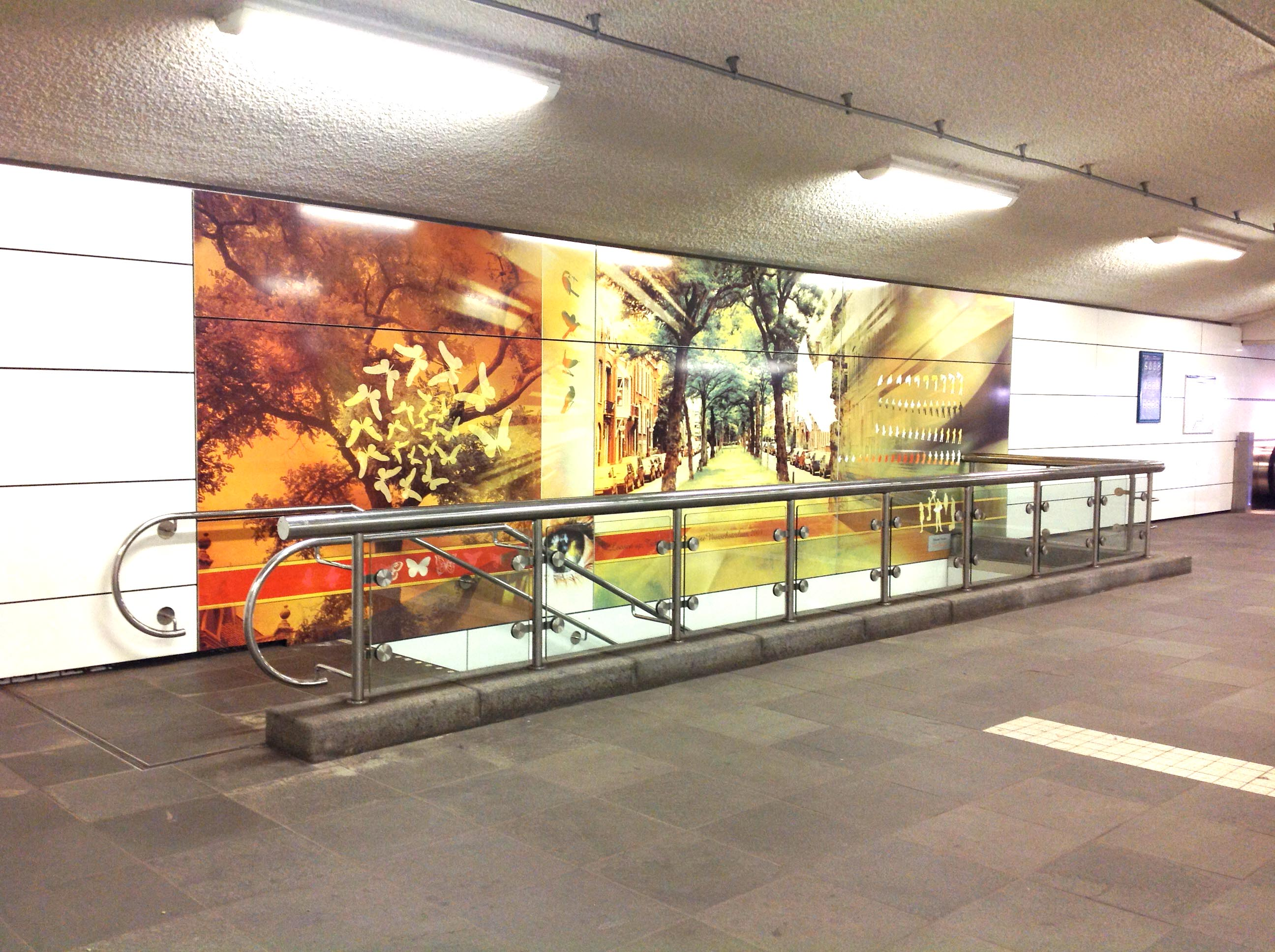
Het kunstwerk in de centrale hal van het station.

Binnenhof · Romeynshof · Graskruid · Alexander  · Oosterflank · Prinsenlaan · Schenkel · Capelsebrug · Kralingse Zoom · Voorschoterlaan · Gerdesiaweg · Oostplein · Blaak  · Beurs · Eendrachtsplein · Dijkzigt · Coolhaven · Delfshaven · Marconiplein · Schiedam Centrum  · Schiedam Nieuwland · Vlaardingen Oost · Vlaardingen Centrum · Vlaardingen West
Nesselande · De Tochten · Ambachtsland · Nieuw Verlaat · Hesseplaats · Graskruid · Alexander  · Oosterflank · Prinsenlaan · Schenkel · Capelsebrug · Kralingse Zoom · Voorschoterlaan · Gerdesiaweg · Oostplein · Blaak  · Beurs · Eendrachtsplein · Dijkzigt · Coolhaven · Delfshaven · Marconiplein · Schiedam Centrum  · Schiedam Nieuwland · Vlaardingen Oost · Vlaardingen Centrum · Vlaardingen West · Maassluis Centrum · Maassluis West · Steendijkpolder · Hoek van Holland Haven · Hoek van Holland Strand
De Terp · Capelle Centrum · Slotlaan · Capelsebrug · Kralingse Zoom · Voorschoterlaan · Gerdesiaweg · Oostplein · Blaak  · Beurs · Eendrachtsplein · Dijkzigt · Coolhaven · Delfshaven · Marconiplein · Schiedam Centrum  · Parkweg · Troelstralaan · Vijfsluizen · Pernis · Tussenwater · Hoogvliet · Zalmplaat · Spijkenisse Centrum · Heemraadlaan · De Akkers